# 윤진식
윤진식(尹鎭植, 1946년 3월 4일~)은 대한민국의 정치인이다. 제18·19대 국회의원을 지냈다.

## 학력
- 1959년 충주삼원국민학교 졸업
- 1962년 충주중학교 졸업
- 1965년 청주고등학교 졸업
- 1972년 고려대학교 경영학 학사
- 1987년 펜실베이니아주립대학교 대학원 경제학 석사
- 2006년 건국대학교 대학원 경제학 박사

### 명예 박사 학위
- 2004년 단국대학교 명예경영학 박사

## 경력
- 1972년 제12회 행정고등고시 합격
- 1973년 재무부 행정사무관
- 1994년 대통령비서실 조세금융비서관
- 1997년 세무대학 학장
- 2001년 4월 6일~2002년 2월 4일 제18대 관세청장
- 2002년 2월 4일~2003년 2월 27일 제9대 재정경제부 차관
- 2003년 2월 27일~2003년 12월 16일 제7대 산업자원부 장관
- 2004년 3월 21일~2007년 7월 25일 제8대 서울산업대학교 총장
- 2007년 12월~2008년 2월 대통령직인수위 국가경쟁력강화특위 부위원장
- 2007년 12월~2008년 2월 대통령직인수위원회 투자유치TF팀 팀장
- 2009년~2010년 한국투자금융지주 회장
- 2009년~2010년 청와대 경제수석
- 2009년 9월~2010년 대통령실 정책실장
- 2010년 7월~2012년 5월 제18대 국회의원(충북 충주시/한나라당)
- 2010년 7월~2012년 2월 예산결산특별위원회 위원
- 2010년 7월~2012년 2월 기획재정위원회 위원
- 2012년 2월~2012년 5월 국토교통위원회 위원
- 2012년 5월~2014년 5월 제19대 국회의원(충북 충주시/새누리당)
- 2012년 7월~2013년 7월 새누리당 충북도당 위원장
- 2012년 7월 제19대 국회 기획재정위원회 위원
- 2015년 2월 한국택견협회 총재
- 2021년 8월~2021년 11월: 국민의힘 윤석열 제20대 대통령 선거 예비후보 국민캠프 대통령 후보 직속 고문단 경제고문
- 2021년 12월~2022년 3월: 국민의힘 선거대책위원회 중앙선거대책위원회 국민공감미래정책단 상임고문
- 2022년 3월~2022년 5월: 제20대 대통령 당선인 특별고문
- 2022년 법무법인 열림 고문
- 2023년 법무법인(유한) 바른 상임고문
- 2024년 2월 ~ 사단법인 한국무역협회 회장
- 2024년 2월 ~ 한국-아랍소사이어티 이사장

## 논란
2008년 3월 총선을 앞두고 유동천 제일저축은행 회장으로부터 선거자금 명목으로 4000만원을 받은 혐의로 조사를 받았으며, 2013년 1월에 1심 결심공판서 징역 6월과 추징금 4000만원이 구형되었다. 그해 2월 8일 오후 2시에 열린 선고공판에서는 징역 6월에 집행유예 1년을 선고됐고 윤진식은 항소의 뜻을 밝혔다. 그 뒤 2014년 2월 6일 항소심에서는 무죄판결을 받았지만, 검찰의 상고이후 대법원 판결도 무죄로 확정되었다. 또한 제6회 지방 선거에서 상대후보였던 이시종 지사에 대해 8건의 고소 및 고발을 했으나, 모두 기각 되었고, 오히려 윤진식캠프에서 허위 여론조사를 공표한 것이 확인되어, 청주지방법원에서 70만원의 벌금형을 선고받았다.

## 역대 선거 결과
|  | 46.09% |

|  | 63.65% |

|  | 69.27% |

|  | 47.68% |

## 같이 보기
- 대한민국의 관세청장
- 대한민국의 기획재정부 차관
- 대한민국의 산업통상자원부 장관
- 대한민국의 대통령비서실 수석비서관
- 대통령비서실 정책실장
- 충주시 (1996년 선거구)
- 충주시의 국회의원